# Éder Pál (hivataligazgató)
Sopronyi Éder Pál, Éder Pál Imre Károly (Szatmár, 1861. január 24. – Budapest, Ferencváros, 1926. szeptember 13.) levéltári segéd, hivataligazgató, Éder György színész unokája.

## Életútja
Éder Ede városi tanácsos és Árvay Julianna fia. Szülőhelyén, Szatmáron járta iskoláit. 1878-ban Budapesten jogot hallgatott, majd joggyakornok volt a fővárosi tiszti ügyészségnél. Később mint levéltári segéd Budapest II. kerületi elöljárósághoz fogalmazói teendőkre volt beosztva, majd irodavezető lett. 1921-ben nyugdíjazták, mint segédhivatali főigazgató, mely tisztséget 1919-től töltött be.
Versei megjelentek a következő lapokban: Bolond Istók, Cigarette, Pikáns Lapok, Üstökös, Szatmár és Vidéke; elbeszéléseket és rajzokat írt, melyek a fővárosi és vidéki lapokban jelentek meg, több darabját játszotta a Népszínház. Családi beceneve Pádi volt. Felesége Erdősi Mária (Erdőssy Mariska, Erdőssy Béla festő testvére) volt.
Halálát érelmeszesedés okozta. 1926. szeptember 15-én délután temették a budapesti Új köztemető halottasházából.
Álneve: Lunatikus a Bolond Istókban (1882-től)

## Színdarabjai
- »A tanácsos úr menyasszonya«, operett, zenéje Stojanovics Jenőtől. 1884.
- »A féltékenyek«, vj. 1 felv., előadták 1886. jan. 20. Szatmáron.
- »Szerelmes bankár«, boh. 1 felv.
- »Jegyes 1 órára«, vj. 1 ,felv. 1886. márc. 16. uo. (Utóbbival nyitották meg a tatai Esterházy - színházat 1889. márc. 16.)
- »Fanchon szerelme«, operett 1 felv. Merkler Andor zenéjével; előadták 1890. febr. 24. Budapesten, az Operában és 1891. Győrött.
- »A Kádár-leányok«, ered. népsz. 3 felv., zenéje: Lányi Gézától. A darab az 1889-iki népszínműi pályázaton «A szerelem sötét verem» cím alatt első helyen dicséretet nyert és gyökeresen átdolgozva 1890-ben került színpadra. A szerzőt többször kitapsolták.[6][7][8]

1902-ben a Szeghy uram büne és  a Kökény Ágnes című népszínművei is dicséretet nyertek a Népszínház pályázatán.

## Elbeszélés
- Gencsi Kata pántlikája (Vasárnap, a Hazánk szépirodalmi melléklete 10. évfolyam 204. szám, 1903. augusztus 30.)[11]